# Дураснал (Сан Педро Кијатони)
Дураснал (шп. Duraznal) насеље је у Мексику у савезној држави Оахака у општини Сан Педро Кијатони. Насеље се налази на надморској висини од 1257 м.

## Становништво
Према подацима из 2010. године у насељу су живела 2 становника.

### Хронологија
| Година       | 2000       | 2005       | 2010 |
| ------------ | ---------- | ---------- | ---- |
| Становништво | 12 (7 / 5) | 16 (7 / 9) | 2    |

### Попис
| # | Индикатор                     | Вредност |
| - | ----------------------------- | -------- |
| 1 | Укупно домаћинстава           | 4        |
| 2 | Укупно насељених домаћинстава | 1        |
| 3 | Величина локације             | 1        |